# Laurasia
La Laurasia (altrimenti noto come "Continente delle Arenarie Rosse Antiche") è stato un continente terrestre formatosi circa 650 milioni di anni fa, quando il supercontinente Rodinia si divise in più parti: la Laurasia ne costituiva il corpo centrale.

## Descrizione
Era composta da quattro province, il Nord America ("Laurentia"), l'Europa settentrionale ("Baltica"), l'Europa centrale ("Avalonia") e l'Asia ("Angara").  Tra i periodi Ordoviciano e Devoniano, circa 500 - 400 milioni d'anni fa si unirono Laurentia, Avalonia e Baltica nel "Continente Nord Atlantico" con l formazione dell'Orogenesi Caledoniana e dell'Orogenesi Appalachiana.
Tra i successivi periodi del Carbonifero e del Permiano, tra 350 e 250 milioni d'anni fa, il Continente Nord Atlantico entrò in collisione con il continente di Angara con la formazione dell'Orogenesi Uraloaltaica. Contemporaneamente, lo scontro tra il continente centrosettentrionale di Laurasia e centro meridionale di Gondwana dette origine all'Orogenesi Ercinica così che la Laurasia è scomparsa 290 milioni di anni fa, dando origine alla Pangea, tramite collisione con il Gondwana.
Successivamente alla frammentazione di Pangea, si è soliti definire il blocco settentrionale Laurasia. Essa aveva un clima arido - desertico nelle attuali Scozia, Terranova, Maine, Grandi Laghi nordamericani, in quanto ubicati nella fascia attualmente compresa tra i 15° ed i 30° nord (Deserto del Sahara, Deserto di Sonora, Deserto di Ar Rimal), mentre al posto che ora occupano l'Europa e gli Stati Uniti attuali giacevano le aree di Alaska, Groenlandia, Scandinavia, Labrador, Canada. Viceversa, l'Europa centrale (Francia, Germania, Polonia, Gran Bretagna, Ucraina, Inghilterra erano nella fascia tropicale tra i 30° ed i 60° sud.
La parte asiatica del continente aveva un clima fresco - temperato perché il continente di Angara (attuali Russia, Kazachistan, Cina, Siberia, Mongolia erano siti tra i 30° ed i 60° nord. 
Al momento della formazione della Pangea, a livello dell'equatore invece si trovavano le regioni più settentrionali del continente meridionale di Gondwana (attuali Marocco, Algeria, Tunisia, Libia, Egitto, Italia, Spagna, Grecia, Turchia, Israele, Arabia, Messico, Florida.
Il resto del continente di Gondwana giaceva alle basse latitudini: gli attuali Brasile, Argentina, Congo, Tanzania, Antartide avevano un clima temperato fresco, essendo alle latitudini 30° - 60° gradi sud. Più rigido era il clima in India, Madagascar, Sudafrica che giacevano nelle regioni subpolari (60° - 80° gradi sud), mentre l'Australia si collocava tra gli 80° - 90° gradi sud, presso il Polo Sud.